# 10A busz (Debrecen)

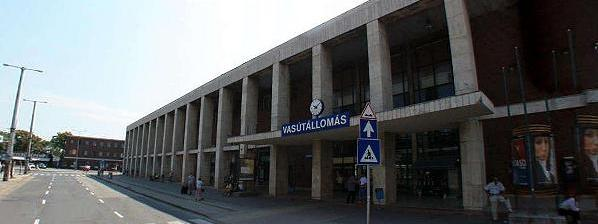
Nagyállomás

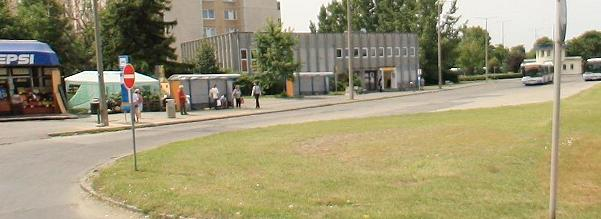
Doberdó utca régen

A debreceni 10A jelzésű autóbusz a Nagyállomás és a Doberdó utca között közlekedik. Útvonala során érinti a Helyközi autóbusz-állomást, Segner teret, Kölcsey Központot, Debreceni Egyetemet, Klinikákat és az Augusztát  A 10A járatokon felül indulnak 10-es és 10Y jelzéssel is járatok.
A járat a 2-es villamos 2014-es elindulása óta a Piac utca helyett az Erzsébet utcán halad, továbbá a Vezér utca helyett a Doberdó utca lett a végállomása.

## Útvonala
| Év        | Végállomások               | Útvonal oda | Útvonal vissza |
| --------- | -------------------------- | --- | --- |
| 2011-2014 | Nagyállomás – Vezér utca   | Piac utca – Széchenyi utca – Nyugati utca – Hatvan utca – Bethlen utca – Egyetem sugárút – Egyetem tér – Nagyerdei körút – Pallagi út – Móricz Zsigmond út – Kartács utca – Doberdó utca | Doberdó utca – Kartács utca – Móricz Zsigmond út – Pallagi út – Nagyerdei körút – Egyetem tér – Egyetem sugárút – Bethlen utca – Hatvan utca – Segner tér – Nyugati utca – Széchenyi utca – Piac utca |
| 2014-től  | Nagyállomás – Doberdó utca | Erzsébet utca – Külsővásártér – Nyugati utca – Hatvan utca – Bethlen utca – Egyetem sugárút – Egyetem tér – Nagyerdei körút – Pallagi út – Móricz Zsigmond út – Kartács utca             | Kartács utca – Móricz Zsigmond út – Pallagi út – Nagyerdei körút – Egyetem tér – Egyetem sugárút – Bethlen utca – Hatvan utca – Segner tér – Nyugati utca – Külsővásártér – Erzsébet utca             |

## Megállóhelyei
Az átszállási kapcsolatok között az azonos útvonalon közlekedő 10-es és 10Y buszok nincsenek feltüntetve.
| 0  | Nagyállomás végállomás                            | 27 | 1, 2 14, 16, 18, 18Y, 21, 30, 30A, 30I, 30N, 37, 39, 42, 42A, 43, 44, 46, 46E, 46H, 47, 47Y, 48, 49, 49Y, 146, A1, Airport1 5, 5A Helyközi buszok S506 sebesvonat, gyorsvonat, IC, EC, expresszvonat |
| 2  | MÁV-rendelő                                       | 26 | 14, 30, 30A, 39, 46, 46H, 49, 49Y, 146 5, 5A Helyközi buszok |
| 3  | Mentőállomás                                      | 25 | 14, 19, 30, 30A, 39, 46, 46H, 49, 49Y, 146 5, 5A |
| 5  | Mechwart András Szakközépiskola                   | 24 | 3, 3A, 4, 5, 5A 14, 19, 25, 25Y, 34, 35, 35Y, 36, 41, 41Y, 42, 42A, 45, 46, 46E, 46H, 49, 49Y, 125, 125Y, 146, A1 Helyközi buszok                                                                    |
| 6  | Segner tér                                        | 22 | 3, 3A, 4, 5, 5A 11, 13, 14, 17, 17A, 24, 24Y, 25, 25Y, 33, 33E, 34, 35, 35E, 35Y, 36, 42, 42A, 45, 46, 46E, 46H, 49, 49Y, 125, 125Y, 146, A1 Helyközi buszok                                         |
| 8  | Hatvan utca                                       | 20 | 13, 14, 22, 22Y, 24, 24Y, 33, 34, 35, 35Y, 36 |
| 9  | Kölcsey Központ (Bethlen utca) (↓) Jókai utca (↑) | 18 | 2 11, 13, 14, 15, 15Y, 22, 22Y, 24, 24Y, 33, 43 |
| 12 | Honvéd utca                                       | 15 | 13, 33 |
| 14 | Egyetem sugárút                                   | 13 | 13, 21, 23, 33, A1 |
| 15 | Nagy Lajos király tér                             | 11 | 13 |
| 16 | Egyetem tér                                       | 10 | 13 |
| 18 | Egyetem                                           | ∫  | 1 12, 13, 22 |
| 19 | Klinikák                                          | 8  | 1 12, 13, 22, 24, 51E |
| 20 | Szociális Otthon                                  | 6  | 12, 13, 16, 22Y, 24Y |
| 21 | Móricz Zsigmond út (↓) Pallagi út (↑)             | 5  | 12, 13, 16, 22Y, 24Y |
| 22 | Auguszta                                          | 4  | 12, 22Y, 24Y |
| 25 | Kartács utca (↓) Sportkollégium (↑)               | 2  | 2 12, 22, 22Y, 23, 23Y, 24, 24Y |
| 27 | Doberdó utca végállomás                           | 0  | 2 15, 15Y, 22, 23, 23Y, 24, 36Y, 50, 51E |

## Járatsűrűség
Munkanapokon csúcsidőn kívül óránként egyszer indul, míg hétvégén csak a Doberdó utca felé közlekedik naponta kétszer.